# Ono Yuhei
Yuhei Ono (sinh ngày 1 tháng 7 năm 1985) là một cầu thủ bóng đá người Nhật Bản.

## Sự nghiệp câu lạc bộ
Yuhei Ono đã từng chơi cho Tokyo Verdy, Tokushima Vortis, Fagiano Okayama, Fukushima United FC và Grulla Morioka.